# 증발량
증발량은 일정 시간동안 단위 면적에서 증발된 물의 양(mm)이다. 관측은 9시부터 24시간 또는 1시간 단위로 실시한다. 수문 설계 또는 농업 분야에서 증발량을 측정하는 것이 필요하다.

## 저수지 수표면 증발량 산정
저수지 수표면에서의 증발량을 산정하는 방법에는 물수지 방법, 에너지수지 방법, 공기동역학적 방법, 에너지수지 및 공기동역학적 방법의 혼합법이 있다. 이 방법들은 모두 물이 충분히 공급된다는 가정을 가지고 있다.

### 물수지 방법
물수지 방법은 수문기상학적 자료가 풍부하고 관측이 용이한 지역에서 비교적 장기간 평균치를 산정할 경우 적절하다. 이상적인 산정 기간은 년 단위이다. 강수량을 P, 저류량을 S, S2 - S1을 산정기간동안 저류량 변화, 지표면을 통해 저수지로 유입되는 유입량을 I, 유출량을 O, 저수지에서 지하로의 침투량을 Og라 할 때 증발량 E는
E = (S1 - S2) + I + P - O - Og
물수지방법의 단점은 오차가 크다는 것이다. 특히 산정기간을 짧게 하면 오차가 더 커진다. 특히 침투량은 오차가 제일 크게 된다. 강수량 측정은 주위 지형 고저차가 심하지 않은 경우, 저수지 규모가 크지 않은 경우, 바람이 심하지 않은 경우엔 그렇게 크게 오차가 생기진 않는다.

### 에너지수지 방법
에너지수지(energy balance or energy budget) 방법은 물수지방법에서 물의 흐름을 이용한 것과 다르게 에너지 흐름에 대한 연속방정식을 세워 증발량을 계산하는 방법이다. 에너지수지 방법의 단점은 대기복사에너지, 물로부터 장파복사에너지, 물에서의 에너지저장, 물로 유입 또는 물에서 유출되는 감열(sensible heat)의 전도를 산정하기 어렵다는 점이다.
{\displaystyle Q_{\theta }=Q_{s}-Q_{r}+Q_{a}-Q_{ar}-Q_{bs}+Q_{v}-Q_{e}-Q_{h}-Q_{w}}
Qθ : 물에 의해 저장된 에너지의 증가량
Qs : 수표면에 도달되는 태양복사에너지
Qr : 반사되는 태양복사에너지
Qa : 수표면으로 도달되는 대기로부터 장파복사에너지
Qar : 반사되는 장파복사에너지
Qbs : 물로부터 방출되는 장파복사에너지
Qv : 저수지로 유입 또는 유출되는 물에 의한 순에너지 변화량
Qe : 증발에 사용되는 에너지
Qh : 감열로 물로부터 대기로 전도된 에너지
Qw : 증발된 물로 인해 손실된 에너지
위 식에서 모든 항은 cal/cm2/day의 단위이다. 화학적 및 생물학적 과정, 저수지 바닥을 통한 전도에 의한 에너지 손실, 응축과정에서의 에너지이동은 무시한다. 여기서 Qw가 작으므로 생략하고, 수표면에서 장파복사에너지 교환량 Qb = Qar + Qbs - Qa이므로 식을 간단히 하여 다음으로 나타낸다.
{\displaystyle Q_{\theta }=Q_{s}-Q_{r}-Q_{b}+Q_{v}-Q_{e}-Q_{h}}
물로부터 대기로 전도된 에너지 Qh는 직접 측정하기가 힘들다. Bowen은 증발에 사용된 에너지 Qe와 전도에너지 Qh의 비를 다음과 같이 Bowen 비 B로 나타내었다.
{\displaystyle B={\frac {Q_{h}}{Q_{e}}}=0.61\left({\frac {T_{0}-T_{a}}{e_{0}-e_{a}}}\right){\frac {P}{1000}}}
T0 : 수표면 온도(°C)
Ta : 공기 온도(°C)
e0 : 수표면 온도에서 포화증기압(mb)
ea : 공기온도에서 실제증기압(mb)
P : 대기압(mb)
원래 정리하던 식에 Bowen 비를 넣고 증발에 사용된 에너지 Qe로 정리하면
{\displaystyle Q_{e}={\frac {Q_{s}-Q_{r}-Q_{b}-Q_{\theta }+Q_{v}}{1+B}}}
잠재증기화열(latent heat of evaporation) Le와 증발량 E(cm/day)의 관계식
{\displaystyle E={\frac {Q_{e}}{\rho L_{e}}}}
ρ : 증발된 물 밀도(g/cm3)
Le = 597.3 - 0.564T0
를 이용하면 증발량 E는
{\displaystyle E={\frac {Q_{s}-Q_{r}-Q_{b}-Q_{\theta }+Q_{v}}{\rho L_{e}(1+B)}}}

### 공기동역학적 방법
공기동역학적(aerodynamic) 방법은 질량이송(mass transfer) 방법 또는 난류이송(turbulent transport)방법이라고도 부른다. 공기동역학적 방법을 통해 증발량을 계산하는 여러 경험 공식들이 있다. 기본적인 형태는 Dalton의 식인
{\displaystyle E=C(e_{0}-e_{a})(a+bW)}
E : 증발률(mm/day)
e0 : 수표면 포화증기압(mb)
ea : 수표면에서 임의 높이에서 실제증기압(mb)
W : 수면으로부터 임의 높이에서 풍속(m/s)
a, b, C : 상수
꼴을 하고 있다.

### 에너지수지 및 공기동역학적 방법의 혼합법
에너지수지 방법과 공기동역학적 방법을 혼합해서 증발량을 구하는 방법도 있다. 대표적인 식이 1948년 Penman이 발표한 공식이다.
{\displaystyle E_{0}={\frac {\Delta }{\Delta +\gamma }}E_{n}+{\frac {\gamma }{\Delta +\gamma }}E_{a}}
E0 : 저수지 증발량(cm/day)
En : 에너지수지방법에 의해 산정한 증발량(cm/day)
Ea : 공기동역학적 방법에 의해 산정한 증발량(cm/day)
Δ : 온도 대 포화증기압곡선의 기울기
γ : 습도계상수(mb : 0.66, mmHg : 0.485)
Penman의 공식에서 온도가 올라갈수록 에너지 항이 중요해짐을 확인할 수 있다. E 앞에 붙은 계수들이 각 항의 상대적인 중요도를 나타낸다.
Penman의 공식은 기상학적인 이론에 바탕을 둔 공식으로 정확도가 가장 높다. 이 공식을 적용하기 위해서는 많은 양의 자료를 필요로 한다.

## 참고 문헌
- 이재수 (2018). 《수문학》 2판. 구미서관. ISBN 9788982252914.